# Snæfellsjökull
Snæfellsjökull (islandsky „sněhem zapadaný ledovec“) je 700 000 let starý stratovulkán, jehož vrcholek kryje ledovec a nachází se na západě Islandu. Jméno sopky je ve skutečnosti Snæfell, ale běžně je nazýván "Snæfellsjökull" pro odlišení od dvou dalších hor stejného jména. Leží v nejzápadnější části poloostrova Snæfellsnes na Islandu. Občas je vidět z Reykjavíku přes zátoku Faxaflói, i když je vzdálený 120 km.
Sopka je jedno z nejznámějších míst na Islandu, hlavně díky románu Cesta do středu Země z roku 1864 od Julese Verna, ve které postavy románu najdou průchod do středu Země na Snæfellsjökullu.
Hora je součástí Národního parku Snæfellsjökull (islandsky: Þjóðgarðurinn Snæfellsjökull).